# Donald Parrales
Donald José Parrales Valverde (sinh ngày 5 tháng 3 năm 1983) là một hậu vệ bóng đá người Nicaragua hiện tại thi đấu cho Deportivo Walter Ferretti.

## Sự nghiệp câu lạc bộ
Anh khởi đầu đầu sự nghiệp tại Masatepe trước khi gia nhập Diriangén. Anh chuyển đến Walter Ferretti năm 2011.

## Sự nghiệp quốc tế
Parrales có màn ra mắt cho Nicaragua vào tháng 5 năm 2011 trong trận giao hữu trước Cuba và tính đến tháng 12 năm 2013, có tổng cộng 9 lần ra sân, không ghi được bàn nào. Anh từng đại diện quốc gia trong 3 trận đấu tại Vòng loại giải vô địch bóng đá thế giới và thi đấu tại Cúp bóng đá Trung Mỹ 2013.